# Мадлен, принцесса Швеции
Принцесса Мадле́н Тере́зия Аме́лия Юсефи́на (швед. Prinsessan Madeleine av Sverige, hertiginna av Hälsingland och Gästrikland; род. 10 июня 1982, Стокгольм, Швеция) — вторая дочь (третий ребёнок) короля Швеции Карла XVI Густава и королевы Сильвии. При крещении ей был пожалован титул герцогини Гелсингландской и Гестрикландской (по названию родовых имений шведских королей). Также она носит титул принцессы Швеции.

## Образование
Обучалась в гимназии Энскилда, основной курс которой закончила 20 августа 1998 года. Два года спустя получила диплом бакалавра искусств в школе-гимназии Энскилда.

## Увлечения
Занималась верховой ездой на профессиональном уровне. Участвовала в конных соревнованиях. Является членом конно-спортивного клуба Faeltrittklub в Стокгольме. В апреле 1998 года завоевала в соревнованиях в Кёниге второе место и серебряный кубок. В соревнованиях она участвовала под именем Анны Свенсон, чтобы не вызывать лишнего ажиотажа среди публики и прессы.
Любит путешествовать.

## Личная жизнь
Мадлен долгое время состояла в отношениях с юристом Юнасом Бергстрёмом (швед. Jonas Bergström, род. 1979), но пара не могла скрепить себя узами брака, так как по закону младшая дочь в королевской семье не может выйти замуж до тех пор, пока не выйдет замуж старшая. 24 февраля 2009 года кронпринцесса Виктория объявила о своей помолвке, а уже в августе 2009 года было объявлено и о помолвке принцессы Мадлен с Юнасом Бергстрёмом. Помолвка была внезапно расторгнута 24 апреля 2010 года.
24 октября 2012 года отец принцессы король Карл Густав объявил о помолвке Мадлен с Кристофером О’Ниллом. Пара познакомилась около двух лет назад в Нью-Йорке. Кристофер присутствовал на крестинах племянницы Мадлен — дочери кронпринцессы Виктории принцессы Эстель. Свадебная церемония принцессы Мадлены и Кристофера О’Нилла состоялась 8 июня 2013 года в Стокгольме. Платье невесты от Валентино, созданное из шелковой ткани органди с аппликациями из кружева цвета слоновой кости, было акцентировано на талии небольшими вертикальными складками, выходящими на пышную юбку с шлейфом длиной в четыре метра. После свадьбы супружеская пара продолжила жить в Нью-Йорке, где принцесса работала во Всемирном фонде детства — благотворительной организации, созданной в 1999 году при участии матери Мадлен королевы Сильвии (фонд занимается улучшением условия жизни детей во всём мире, особенно в неблагополучных регионах).
У четы трое детей:
- Леонор Лилиан Мария[4][5], герцогиня Готландская, родилась 20 февраля 2014 года в Нью-Йорке.
- Николас Пауль Густав, герцог Онгерманландский[6] родился 15 июня 2015 года в 13:45 по стокгольмскому времени[7]. Имена Пауль и Густав даны в честь дедушек по отцовской и материнской линии — Пола О’Нила и короля Швеции Карла XVI Густава.
- Адриенна Юсефина Алиса, герцогиня Блекинге, родилась 9 марта 2018 года в 0:41 по стокгольмскому времени. Первое из имён новорожденной было выбрано родителями, имя Юсефина часто используется представителями династии, Алиса — имя матери королевы Сильвии, а также одно из имён кронпринцессы Виктории и принцессы Биргитты.

## Награды
- Швеция:
  - Орден Серафимов
  - Королевский семейный орден Карла XVI Густава
  - Медаль 50-летия короля Швеции Карла XVI Густава
  - Медаль Рубинового юбилея короля Карла XVI Густава
  - Памятная медаль к 70-летию короля Швеции Карла XVI Густава (30 апреля 2016)
- Бразилия: Большой крест ордена Риу-Бранко (2007)[8][9][10]
- Германия : Большой крест ордена За заслуги перед ФРГ (2003)[11]
- Иордания: Большая лента ордена Звезды Иордании (2003)[12][13]
- Латвия : Великий офицер ордена Трёх звёзд (22 марта 2005)[14][15]
- Люксембург: Большой крест ордена Адольфа Нассау (04/2008)[16][17][18]
- Малайзия : Командор ордена Лояльности Короне Малайзии (P.S.M. — 2005)[19][20]
- Норвегия: Большой крест ордена Святого Олафа (2005)[21]
- Болгария : Орден «Стара-планина» I степени (12 октября 2007)[22]
- Румыния : Большой крест ордена «За верную службу» (2008)[23][24]